# Geranomyia nitida
Geranomyia nitida är en tvåvingeart som beskrevs av de Meijere 1911. Geranomyia nitida ingår i släktet Geranomyia och familjen småharkrankar. Inga underarter finns listade i Catalogue of Life.